# Тропічні та субтропічні хвойні ліси

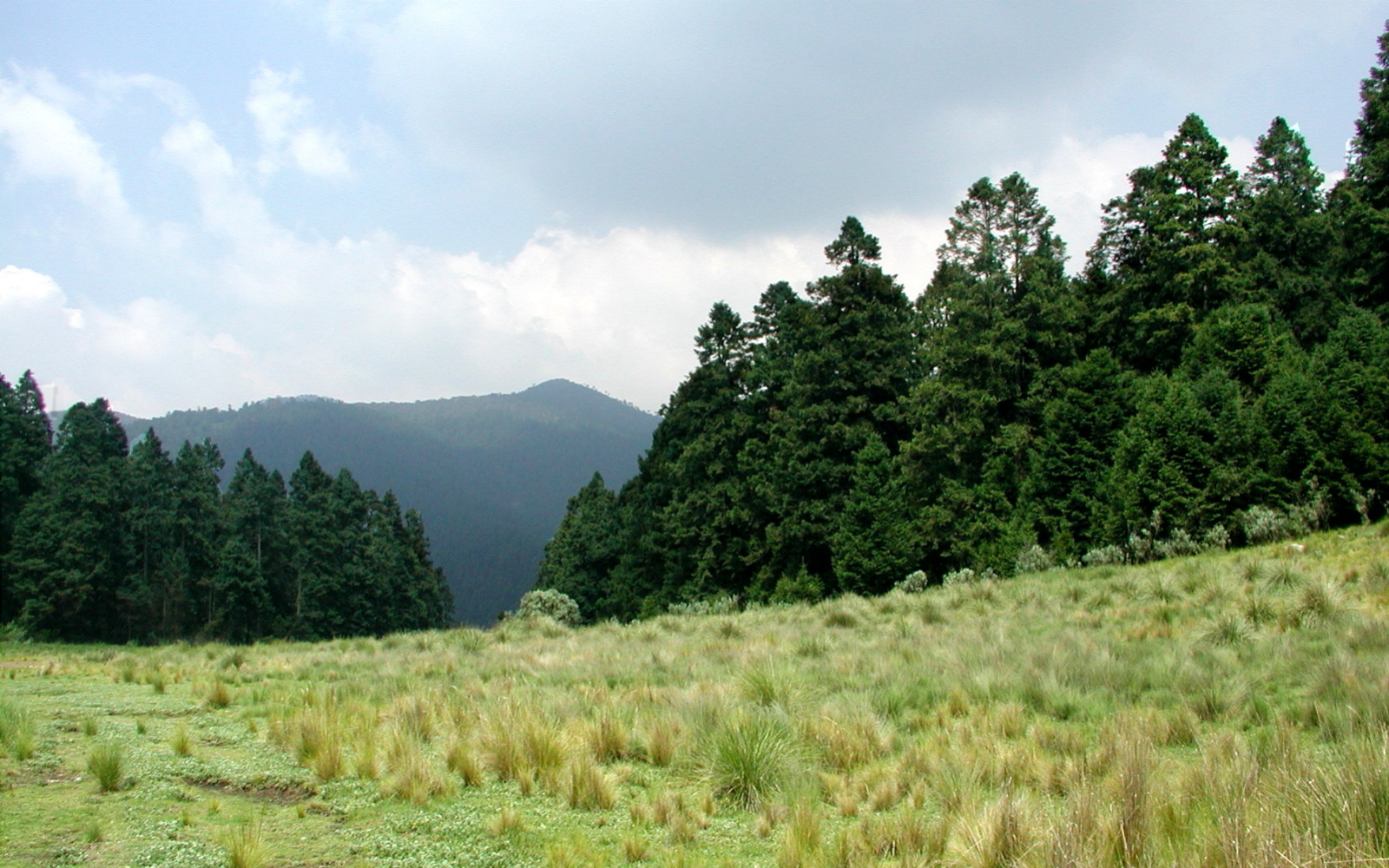
Хвойний ліс в штаті Мехіко, Мексика

Територія, зайнята біомом

Тропічні та субтропічні хвойні ліси (англ. Tropical and subtropical coniferous forests) — один з 14 біомів за класифікацією Всесвітнього фонду природи, який знаходиться в низьких місцях, де сухий сезон довгий і кількість опадів мала.

## Характеристики
Площа: 0,7 млн км2 (0,5 %); широти: від 5° пн.ш. до 35° пн.ш.